# Fujimino
Fujimino (japanska: ふじみ野市?, Fujimino-shi) är en stad i Saitama prefektur i Japan. Staden bildades 2005 genom en sammanslagning av staden Kamifukuoka och kommunen Ōi.